# 洛錫安
洛錫安（英語：Lothian，/ˈloʊðiən/）是蘇格蘭低地的一個地區，位於福斯灣南岸和蘭默穆爾山之間。這一地區的最大城市是蘇格蘭首都愛丁堡。現在這一地區分為中洛錫安、西洛錫安、東洛錫安三個郡。

## 外部連結
- Herman Moll's map of the Lothian shires (c.1745) （页面存档备份，存于）

- Lothian Buses （页面存档备份，存于）
- NHS Lothian （页面存档备份，存于）

55°54′33″N 3°05′04″W / 55.90917°N 3.08444°W